# Franz Wohlgemuth
Franz Anton Maria Wohlgemuth, född 8 februari 1899 i Telfs i Tyrolen, död 27 juli 1969 i Zirl i Tyrolen, var en österrikisk bobåkare. Han deltog vid olympiska vinterspelen 1928 i Sankt Moritz och placerade sig på 22:a plats. Åtta år senare deltog han även i olympiska vinterspelen 1936 i Garmisch-Partenkirchen och placerade sig då på plats nummer 11.